# Журада
Журада (пол. Żurada) — село в Польщі, у гміні Олькуш Олькуського повіту Малопольського воєводства.
Населення — 1139 осіб (2011).
У 1975-1998 роках село належало до Катовицького воєводства.

## Демографія
Демографічна структура станом на 31 березня 2011 року:
|          | Загалом | Допрацездатний вік | Працездатний вік | Постпрацездатний вік |
| -------- | ------- | ------------------ | ---------------- | -------------------- |
| Чоловіки | 544     | 101                | 386              | 57                   |
| Жінки    | 595     | 106                | 358              | 131                  |
| Разом    | 1139    | 207                | 744              | 188                  |